# Lagoa Santa (Minas Gerais)
Lagoa Santa is een gemeente in de Braziliaanse deelstaat Minas Gerais. De gemeente telt 48.213 inwoners (schatting 2009).

## Aangrenzende gemeenten
De gemeente grenst aan Confins, Jaboticatubas, Pedro Leopoldo, Santa Luzia en Vespasiano.